# Stazione di Botricello
La stazione di Botricello è una stazione ferroviaria posta sulla ferrovia Jonica. Serve il centro abitato di Botricello.

## Movimento

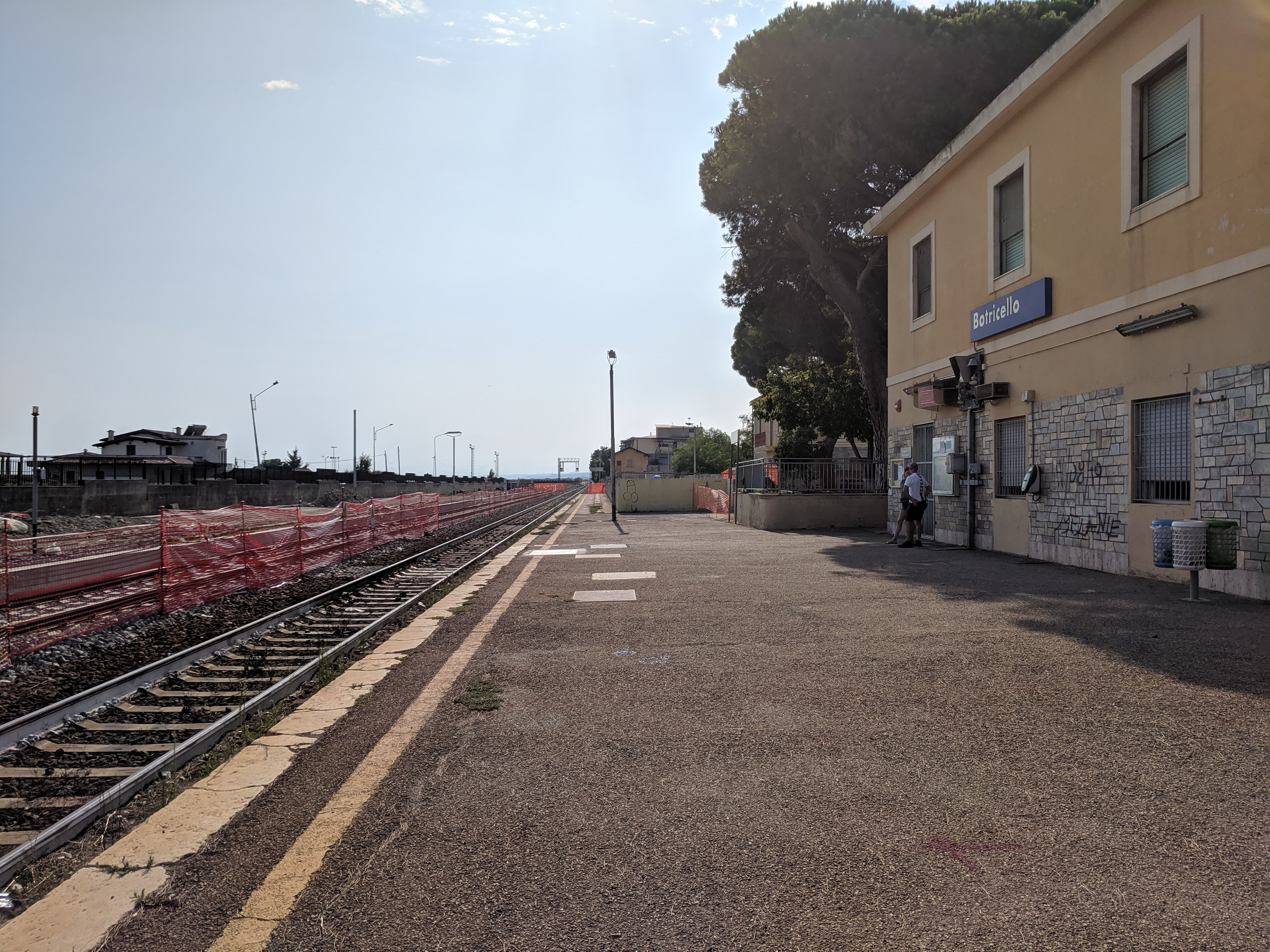
Vista binari

### Trasporto nazionale
La stazione è servita da treni InterCity che la collegano con Reggio Calabria, Taranto, Bari e Lecce.
I treni InterCity vengono effettuati con elettrotreni HTR.412.

### Trasporto regionale
La stazione è servita da treni regionali che collegano Botricello con:
- Sibari
- Catanzaro Lido
- Crotone
- Lamezia Terme Centrale (via Catanzaro Lido)

I treni del trasporto regionale vengono effettuati con ALn 663, ALn 668 in singolo e doppio elemento; vengono anche utilizzati i treni ATR.220 Swing.